# Đàn thảo ngờ
Đàn thảo ngờ (danh pháp khoa học: Elatine ambigua) là một loài thực vật có hoa trong họ Elatinaceae. Loài này được Wight mô tả khoa học đầu tiên năm 1831.